# Pitipol Prachayamongkol
Pitipol Prachayamongkol (thailändisch ปิติพล ปรัชญามงคล, * 6. Dezember 1998), auch als Game bekannt, ist ein thailändischer Fußballspieler.

## Karriere
Pitipol Prachayamongkol stand seit mindestens 2019 beim Nakhon Pathom United FC unter Vertrag. Wo er vorher gespielt hat, ist unbekannt. Der Verein aus Nakhon Pathom spielte in der zweiten Liga, der Thai League 2. Sein Zweitligadebüt für Nakhon Pathom gab er am 6. Februar 2021 im Auswärtsspiel gegen den Ranong United FC. Hier wurde er in der 78. Minute für Raungchai Choothongchai eingewechselt. Am Ende der Saison 2022/23 feierte er mit Nakhon Pathom die Meisterschaft und den Aufstieg in die erste Liga. Nach insgesamt zwanzig Ligaspielen wurde sein Vertrag im Sommer 2024 nicht verlängert. Im Juni 2024 unterschrieb er in Kanchanaburi einen Vertrag beim Zweitligisten Kanchanaburi Power FC. Nach nur einem Monat verließ er den Verein aus Kanchanaburi. Im August 2024 schloss er sich dem Drittligisten Samut Sakhon City FC in Samut Sakhon an. Mit dem Verein spielte er siebenmal in der Western Region der Liga. Nach der Hinrunde wurde sein Vertrag im Dezember 2024 nicht verlängert.

## Erfolge
Nakhon Pathom United FC
- Thailändischer Zweitligameister: 2022/23  ▲